# Вандерхаге, Ив
Ив Вандерхаге (нидерл. Yves Vanderhaeghe; род. 30 января 1970, Руселаре, Западная Фландрия) — бельгийский футболист, известный по выступлениям за «Мускрон», «Андерлехт» и сборную Бельгии. Участник чемпионата мира 2002, а также чемпионата Европы 2000. После завершения игровой карьеры стал тренером.

## Клубная карьера
Вандерхаге начал свою карьеру в 16 лет в клубе из родного города «Руселаре». В начале карьеры он был отдан в аренду в команду «Серкль Брюгге» для получения игровой практики, но за два сезона сыграл лишь в одном матче. После возвращения из аренды Ив провёл ещё четыре сезона, выступая в третьем дивизионе. В 1992 году он принял приглашение клуба второго дивизиона «Мускрон».
В 1994 году Вандерхаге перешёл в «Эндрахт Алст», где смог заявить о себе как о футболисте высокого уровня. В 1998 году он вернулся в «Мускрон», которому в сезоне 1999/2000 помог занять четвёртое место в Жюпиле лиге и квалифицироваться в зоне УЕФА.
После чемпионата Европы 2000 года Ив перешёл в «Андерлехт». В составе нового клуба он четыре раза выиграл чемпионат Бельгии и трижды взял Суперкубок. Зимой 2007 года Вандерхаге в возрасте 37 лет вернулся в родной «Руселаре», где завершил карьеру летом 2008 года.

## Международная карьера
30 мая 1999 года в товарищеском матче против сборной Перу Вандерхаге дебютировал за сборную Бельгии в возрасте 29 лет.
В 2000 году он принял участие в домашнем чемпионате Европы. На турнире Вандерхаге сыграл в поединках против сборных Швеции, Турции и Италии.
28 февраля 2001 года в матче отборочного турнира чемпионата мира 2002 против сборной Сан-Марино сделал дубль, забив свои первые голы за национальную сборную.
В 2002 году Вандерхаге принял участие в первенстве мира. На турнире он сыграл в матчах против сборных России, Туниса, Японии и поединке 1/8 финала против будущих чемпионов сборной Бразилии. Сразу после мундиаля он завершил карьеру в сборной.
За национальную команду Ив сыграл 48 матчей и забил 2 гола.

## Достижения
«Андерлехт»
- Чемпионат Бельгии по футболу — 2000/01, 2003/04, 2005/06, 2006/07
- Обладатель Суперкубка Бельгии — 2000, 2001, 2006